# Vayu
Vayu, Vaio ou Vaiú (sânscrito: वायु,Vāyu; Malaio: Bayu, tailandês: Phra Pai) é uma divindade hindu primária, o Senhor dos ventos, o pai de Bhima  e pai espiritual do Senhor Hanuman . Ele também é conhecido como Vata (वात), Pavana (पवन, o purificador)e, às vezes Prana (प्राण, a respiração). Vata, um nome adicional para Vayu, é a raiz do sânscrito e hindi para a atmosfera, vātāvaran (वातावरण)

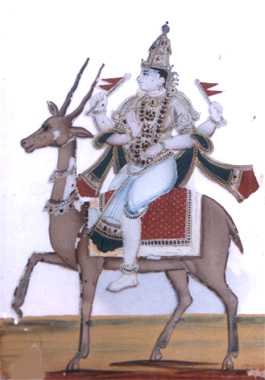
O deus Vaio sobre um antílope,sua montaria

## Vaio como vento
Como um elemento ,vāyú (ar) é parte dos 'bhuta Mahā pancha, os "cinco grandes elementos" no hinduísmo:
- Prithvi ou bhumi: Terra
- Apa *'' ou Yala: água
- Agni ou  Teyas : fogo
- Vāyú:ar
- Akasha:Éter

## Vaio como deus
No Upanishads são numerosas as referências à Vayú, particularmente no Upanishad araniaka Brij, que conta a história das cinco divindades  que controlam as funções vitais e sua luta para determinar qual deles é essencial - conhecidas como prana, apana, Vyana, Udana e Samana que controlam a vida: a respiração, o vento,o tato,a digestão e excreção.

Quando uma divindade como a visão do homem deixa o corpo, este continua vivendo e se adapta à nova situação como um cego. Isso acontece com cada uma das funções controladas pelos deuses que controlam o corpo, exceto Vayú, que esta história vai provar ser o estímulo essencial que pode desempenhar as suas tarefas e as das outras divindades e, portanto, é o deus que dá suporte à vida.

## Guardiões das direções
Vayú é um dos dez deuses dik pāla (protetores dos sentidos):é o guardião do noroeste.
- Leste Indra
- Sudeste: Agni
- Sul: Iama
- Sudoeste: Nirriti
- Oeste: Varuna
- Noroeste: Vayú
- Norte: Cubera
- Nordeste: Ishan (um aspecto de Xiva)